# I gialli insoliti di William Irish
I gialli insoliti di William Irish (Histoires insolites) è una serie televisiva francese in 12 episodi trasmessi per la prima volta nel corso di 2 stagioni da sei episodi ciascuna, una trasmessa nel 1974 e l'altra nel 1979.
È una serie televisiva di tipo antologico in cui ogni episodio rappresenta una storia a sé. Le trame sono basate sui romanzi noir di William Irish e sono storie di genere vario, dal poliziesco al thriller. Tra gli attori che si sono prestati ad interpretare i vari episodi: Marc Porel, Jean Carmet, Valérie Mairesse, Henri Marteau, Laurent Malet, Josephine Chaplin, Bernard Fresson, Elisabeth Huppert, Jacques Spiesser, Andréa Ferréol e Juliette Mills.

## Produzione
La serie fu prodotta da Cosmovision, Office de Radiodiffusion Télévision Française e Technisonor. Le musiche furono composte da Pierre Jansen.

### Registi
Tra i registi della serie sono accreditati:
- Yves Boisset
- Maurice Ronet
- Pierre Granier-Deferre
- Pierre Grimblat
- Claude Chabrol
- Gilles Grangier

### Sceneggiatori
Tra gli sceneggiatori della serie sono accreditati:
- Cornell Woolrich in 4 episodi (1979)
- Roger Grenier in 3 episodi (1974)
- Jean Bany in 2 episodi (1979)
- William Irish Jr. in 2 episodi (1979)

## Distribuzione
La serie fu trasmessa in Francia dal 19 ottobre al 30 novembre 1974 per la prima stagione e dal 21 aprile al 26 maggio 1979 per la seconda stagione. In Italia fu trasmessa su Rete4 con il titolo I gialli insoliti di William Irish.

## Episodi
| Stagione         | Episodi | Prima TV Francia |
| ---------------- | ------- | ---------------- |
| Prima stagione   | 6       | 1974             |
| Seconda stagione | 6       | 1979             |